# Dominique Renucci
Pour les articles homonymes, voir Renucci.
Dominique Renucci, né le 31 mars 1897 à Lambèse et décédé le 14 juillet 1969 à Paris, est un officier général et homme politique français.

## Biographie
Après la fin de son mandat législatif en 1962, il s'installe avec son épouse dans le seizième arrondissement de Paris. Il y meurt en 1969.